# Discocalyx xiphophylla
Discocalyx xiphophylla là một loài thực vật có hoa trong họ Anh thảo. Loài này được Quisumb. & Merr. mô tả khoa học đầu tiên năm 1928.